# Movimiento del Pueblo para el Progreso
El Movimiento del Pueblo para el Progreso (en francés: Mouvement du Peuple pour le Progrès, MPP) es un partido político burkinés, fundado el 25 de enero de 2014 por los exmiembros del Congreso por la Democracia y el Progreso, Roch Marc Christian Kaboré, Salif Diallo y Simon Compaoré.
Kaboré se postuló como candidato presidencial del partido en las elecciones generales de Burkina Faso de 2015 y fue elegido en la primera vuelta con un 53% de los votos; el MPP también obtuvo una mayoría simple de escaños en la Asamblea Nacional de Burkina Faso. Es miembro de pleno derecho de la Alianza Progresista y la Internacional Socialista.